# Borgarhuset

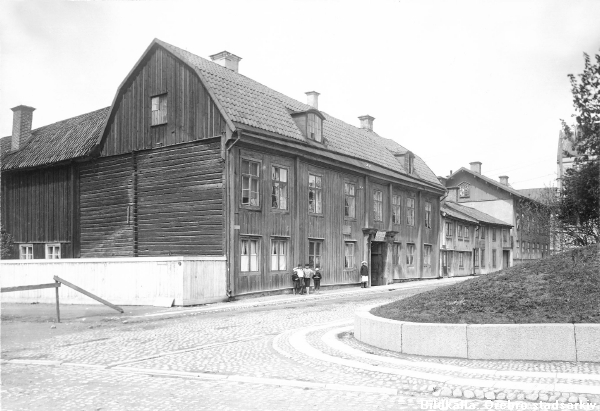
Borgarhuset (Cajsa Wargs hus) på sin ursprungliga adress Kyrkogatan 4. Borgarhuset ligger till höger om Boktryckargården som är det stora huset i mitten.

Borgarhuset eller Cajsa Wargs hus är ett trähus från 1600-talet beläget i friluftsmuseet Wadköping i Örebro.
Husets ursprungliga plats var vid Kyrkogatan 4 i centrala Örebro. När det nya Post- och Telegrafhuset skulle uppföras på denna plats 1912, var man tvungen att antingen riva eller flytta huset. Man valde det senare, och huset flyttades till Lars Bohms udde i Stadsparken. Där kom det att ligga granne med Kungsstugan. Ytterligare en gång flyttades huset, nämligen år 1965 när Wadköping iordningställdes.
Huset är byggt i två våningar, och ansågs säkert på sin tid som ett representativt hem för en borgarfamilj. Det finns två rum på varje våning, ett större och ett mindre. Huset hade ursprungligen en svalgång för tillträde till övervåningen, men idag finns en invändig trappa.  I helgstugan på ovanvåningen finns praktfulla vägg- och takmålningar från början av 1700-talet bevarade. Motiven är fåglar, vindruvsrankor, kvistar med röda körsbär, tulpaner och fantasiblommor.
Huset ägdes i början av 1700-talet av Anders och Catharina Warg. De fick 1703 en dotter som döptes till Christina. Hon blev senare känd som Cajsa Warg, som gav ut kokboken Hjelpreda i Hushållningen för unga Fruentimber. Boken blev en storsäljare och gavs ut i 14 upplagor i Sverige och utomlands.
Borgarhuset är byggnadsminne sedan år 2000.

## Galleri

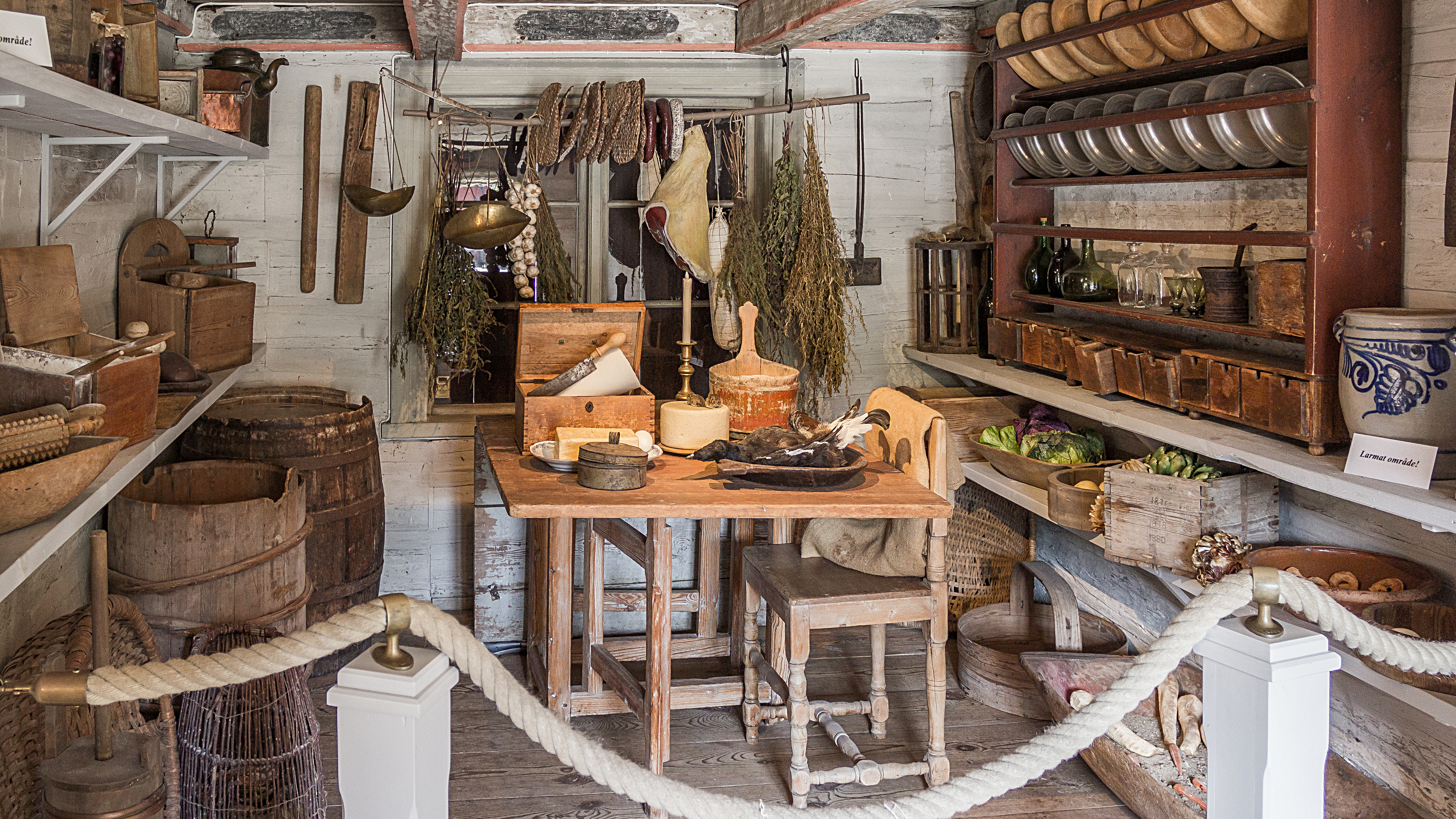
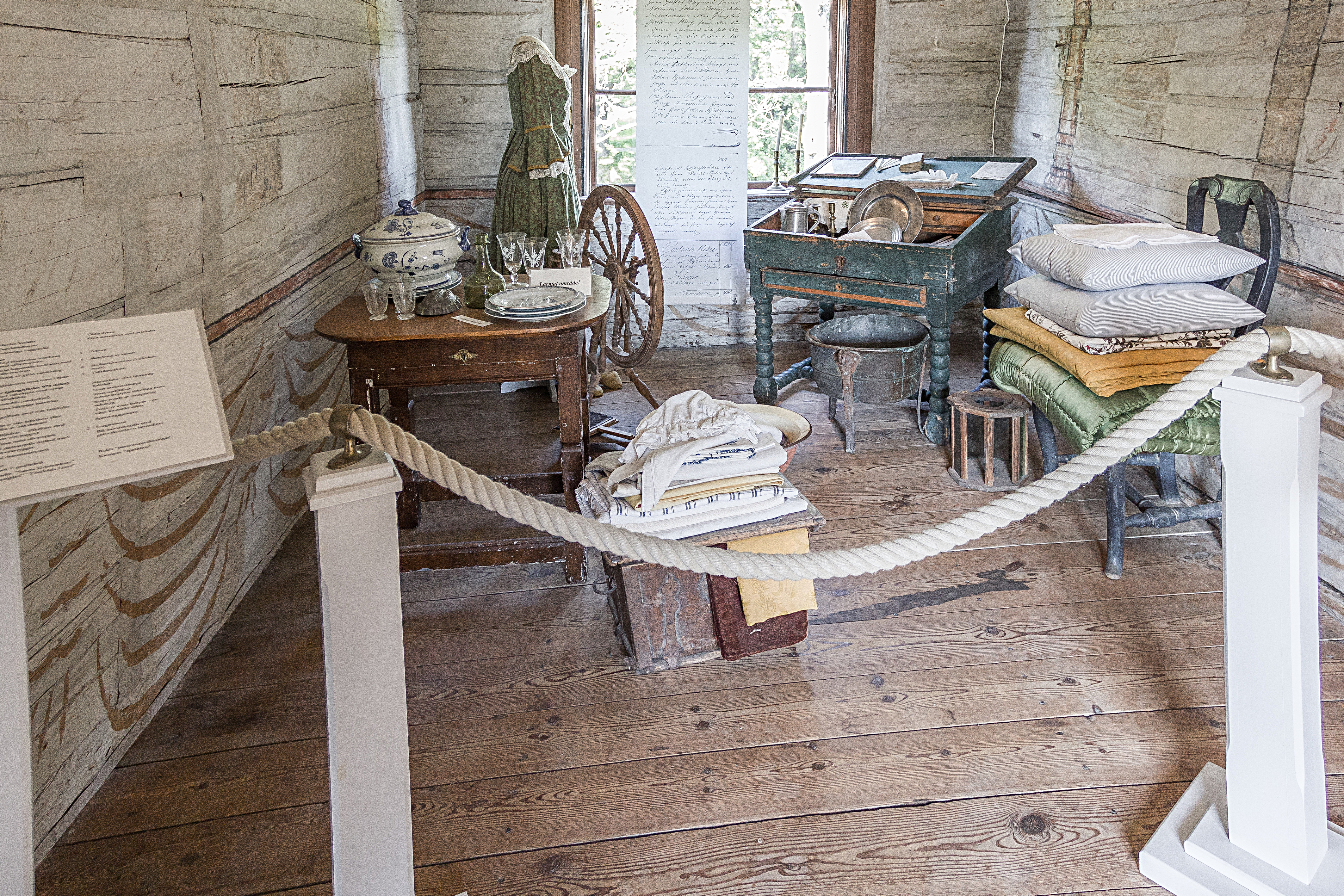
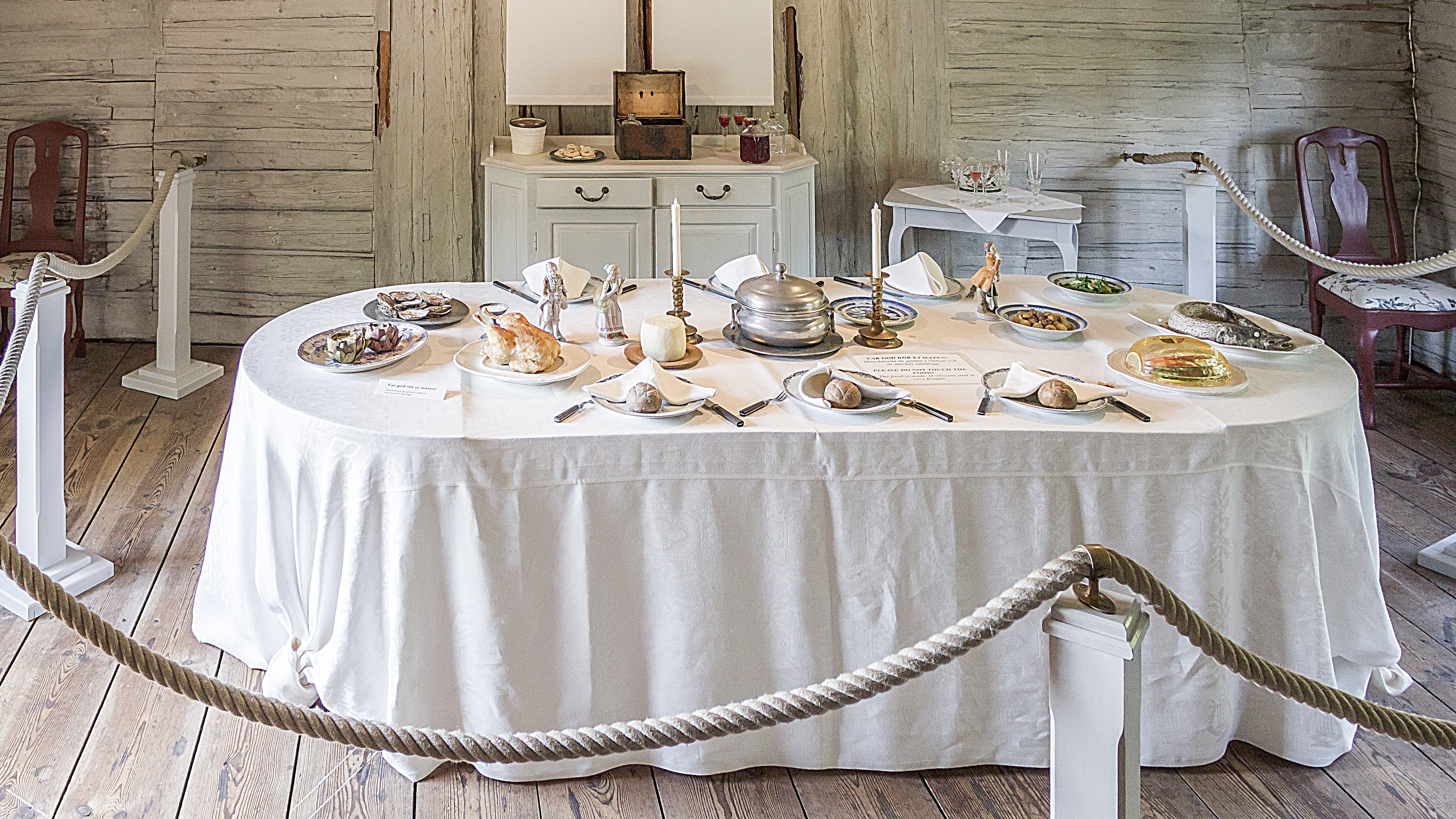

### Webbkällor
- Örebro kommun